# Remember Me: The Mahalia Jackson Story
Remember Me: The Mahalia Jackson Story (bra: A História de Mahalia Jackson) é um filme de drama biográfico-musical estadunidense dirigido por Denise Dowse (em sua estreia na direção, bem como em seu único crédito de direção antes de sua morte em agosto de 2022) e com roteiro de Ericka Nicole Malone. O filme é estrelado por Ledisi como a cantora gospel e ativista Mahalia Jackson. Também é estrelado por Columbus Short, Wendy Raquel Robinson, Janet Hubert, Vanessa Williams, Corbin Bleu e Keith David. Estreou no Pan African Film & Arts Festival de 2022 em Los Angeles em abril de 2022. O filme estreou posteriormente no Hulu em 20 de setembro de 2022.
O filme recebeu três indicações ao NAACP Image Awards em sua 54.ª edição: Melhor Filme Independente, Melhor Desempenho Inovador em um Filme (Ledisi) e ganhou Melhor Inovação Criativa (Filme) (Ericka Nicole Malone).

## Elenco
- Ledisi como Mahalia Jackson
- Columbus Short como Martin Luther King Jr.
- Wendy Raquel Robinson como Cylestine
- Janet Hubert como Tia Duke
- Vanessa Williams como Lucille
- Corbin Bleu como Cab Calloway
- Keith David como Ink Williams

## Produção
O filme foi anunciado em janeiro de 2021 com Ledisi como Jackson, Columbus Short como Martin Luther King Jr., Janet Hubert e Wendy Raquel Robinson no elenco. É a segunda vez que Ledisi interpreta Mahalia Jackson, sendo a primeira no filme Selma, de 2014.